# Пинталь, Юрий Станиславович
Юрий Станиславович Пинталь (род. 1927) — советский и российский учёный, кандидат технических наук, доцент.
Автор ряда научных работ и учебно-методических работ, а также соавтор изобретений.

## Биография
Родился в 1927 году в Москве в семье С. Ф. Пинталя.
В 1946 году окончил Московский энергетический техникум по специальности «Релейная защита и автоматика энергосистем». В 1947 году поступил и в 1953 году окончил Московский энергетический институт по специальности «Электрические станции, сети и системы».
По окончании института и до сентября 1956 года работал на Московском заводе «Электрощит» (ныне «Мосэлектрощит») инженером отдела главного технолога и начальником заводской лаборатории). С сентября 1956 года работал на кафедре «Техники высоких напряжений» МЭИ (сюда его пригласил профессор Д. В.Разевиг), в должности ассистента, затем старшего преподавателя. В 1967 году защитил кандидатскую диссертацию на тему «Исследования частичных разрядов в бумажно-масляной изоляции силовых конденсаторов», после чего был переведен на должность доцента по этой же кафедре. В 1971 году Юрию Пинталю было присвоено ученое звание доцента.
Область научных интересов Ю. С. Пинталя – исследования электрической прочности и сроков службы внутренней изоляции оборудования высокого напряжения, методы диагностики и оценки остаточного ресурса высоковольтной изоляции. Он участвовал совместно с преподавателями и сотрудниками кафедры «Электрических машин» МЭИ в разработке мощных гидрогенераторов с номинальными напряжениями 110-220 кВ. Сотрудничает со специалистами подмосковного завода «Изолятор» в совершенствовании вводов на напряжения 35-220 кВ с новой полимерной изоляцией. Также принимает участие в научно-исследовательских работах, которые проводятся при сотрудничестве с Всероссийским электротехническим институт (ранее — ВЭИ им. В.И. Ленина), Всесоюзным научно-исследовательским институтом электроэнергетики, Московским электрозаводом и другими предприятиями.
Юрий Станиславович разрабатывал учебные программы и читал лекции по нескольким дисциплинам. Участвовал в подготовке и проведении лабораторных работ по этим дисциплинам, руководил и руководит в настоящее время выпускными работами бакалавров и дипломными проектами студентов специальности «Высоковольтные электроэнергетика и электротехника».

## Заслуги
- За большой трудовой вклад и плодотворную многолетнюю деятельность был удостоен в 2008 году премии МЭИ «Почет и признание».[3]
- В 2006 году ему было присвоено почетное звание «Заслуженный Ветеран труда Мосэнерго».[4]
- Награжден медалями.